# Ernst Geiger
Ernst Geiger (* Mai 1954 in Wiener Neustadt) war Angehöriger des Höheren Dienstes (Polizeijurist) der Bundespolizeidirektion Wien und arbeitete dort u. a. als Leiter der kriminalpolizeilichen Abteilung. Zuletzt war Geiger im Bundeskriminalamt Leiter der Abteilung 3, zuständig für Ermittlungen, Organisierte und Allgemeine Kriminalität. Mit Ende des Jahres 2017 ging er in Pension.
Bekannt wurde Geiger in der Öffentlichkeit 1992 als Leiter der Sonderkommission im Fall Jack Unterweger und durch die Amtsmissbrauchaffären in der Wiener Polizei 2006 (Sauna-Affäre). Außerdem war er derjenige, der als Chefermittler 2006 den Saliera-Dieb fasste.

## Karriereverlauf
Nach seinem Studium promovierte Geiger 1977 zum Doktor der Rechtswissenschaften. Nachdem er die Gerichtspraxis absolviert hatte, trat er im Jahr 1978 in den Dienst der Bundespolizeidirektion Wien. Er versah unter anderem seinen Dienst als Referent im damaligen Bezirkspolizeikommissariat Hietzing, wo seine Arbeit im Bereich der Verwaltungsstrafverfahren angesiedelt war. Dennoch interessierte er sich bereits damals für kriminalpolizeiliche Angelegenheiten und wurde nach ein paar Jahren in das damalige Sicherheitsbüro berufen. Dort war er als Referatsleiter für die Bereiche Diebstahl, Einbruch und Prostitutionswesen eingesetzt.
Geiger war als Vorstandsstellvertreter des Büros für Erkennungsdienst, Kriminaltechnik und Fahndung in den Aufbau der Tatortgruppen (zuständig für Tatortarbeit und Spurensicherung) und am Aufbau des AFIS (automatisationsunterstützte Auswertung von Fingerabdruckspuren) beteiligt.
1992 wurde Ernst Geiger von der Bundespolizeidirektion Wien zum Koordinator der Sonderkommission bei den Ermittlungen gegen Jack Unterweger bestellt. Der als „Häfenliterat“ („Knastpoet“) bekannte Unterweger hatte ab 1976 wegen Mordes eine Haftstrafe in der Justizanstalt Stein verbüßt und in der Haft zu schreiben begonnen. Seine Werke gewannen die Aufmerksamkeit der österreichischen Kulturszene, die Unterweger als Paradebeispiel für eine geglückte Resozialisierung feierte. Zahlreiche Intellektuelle forderten seine vorzeitige Entlassung. Nach Abbüßung von 16 Jahren seiner Strafzeit wurde Unterweger am 23. Mai 1990 bedingt aus der Haft entlassen und in der Wiener Schickeria herumgereicht. Sechs Monate nach seiner Entlassung begann eine Serie von Morden an Prostituierten (insgesamt 11) in Österreich, Tschechien, und Los Angeles. Unterweger, der sich bei allen Fällen in der Nähe der Tatorte aufgehalten hatte, geriet in Verdacht und floh mit seiner minderjährigen Freundin in die USA. Am 27. Februar 1992 wurde er vom FBI in Miami festgenommen. Ernst Geiger leitete die Ermittlung in dem Fall und war für die operative Leitung, die Aktenführung und die Verbindung zur Staatsanwaltschaft sowie zum Gericht zuständig.
In dem vor einem Grazer Geschworenengericht am 20. April 1994 beginnenden Prozess, der unter großem Medienandrang stattfand, erhob Unterwegers Verteidiger, Georg Zanger, schwere Vorwürfe gegen Ernst Geiger. „Dieser habe in seiner Eigenschaft als Leiter der Sonderkommission, so Zanger, im Rahmen des im April 1992 stattgefundenen Informationsaustausches mit US-Kriminalbeamten in Los Angeles die Unschuldsvermutung gebrochen, indem er dazu im Fernsehen unwahre Statements abgegeben bzw. ausschließlich Unterweger belastende Verdachtsmomente dargestellt habe.“
Am 29. Juni 1994 wurde Unterweger vom Geschworenengericht wegen neunfachen Mordes zu lebenslanger Haft verurteilt und beging in der folgenden Nacht Suizid. Elf Jahre später veröffentlichte Geiger in seinem Buch „Es gibt durchaus noch schöne Morde: Die spannendsten und skurrilsten Kriminalfälle der letzten 25 Jahre“ seine Erinnerungen an den Fall Jack Unterweger.
Zuletzt war Geiger der Leiter der Kriminaldirektion 1 (Nachfolgeorganisation des Sicherheitsbüros), welche für die zentrale Ermittlung aller Formen der Schwerkriminalität zuständig ist, und trug, als Angehöriger des Höheren Dienstes der BPD Wien, den Amtstitel Hofrat und erhielt 2005 das Silberne Ehrenzeichen für Verdienste um das Land Wien.
Geiger war nach einer zwischenzeitlichen, nie rechtskräftigen Verurteilung wegen Verletzung des Amtsgeheimnisses in der Sauna-Affäre vom Polizeidienst suspendiert und war zwischenzeitlich als Global Security Manager beim Magna-Konzern des Austrokanadiers Frank Stronach beschäftigt.
Im Juli 2007 schloss sich Geiger der Anklage gegen seinen ehemaligen Kollegen Roland Horngacher, dem unter anderem Amtsmissbrauch vorgeworfen wird, als Privatbeteiligter an. Geiger wirft Horngacher vor, seinen Ruf durch wiederholtes, rechtswidriges Handeln, massiv beschädigt zu haben.
Geiger wiederum wurde von Roland Frühwirt, Ermittler in der Saunaaffäre und nachfolgendem Leiter der Kriminaldirektion 1, wegen übler Nachrede und Kreditschädigung geklagt. Geiger hatte Frühwirth vorgeworfen, einseitig ermittelt und Druck auf Zeugen ausgeübt zu haben.
Im März 2008 wurde Geiger im neu aufgerollten Prozess freigesprochen, 2009 auch höchstrichterlich bestätigt. Die Wiener Polizeidirektion war daraufhin auch um die berufliche Rehabilitation bemüht, und mit September 2009 trat Geiger als Abteilungsleiter den Dienst im Bundeskriminalamt an. Im Jahr 2011 trat Geiger wieder im Rahmen der Ermittlungen im Kriminalfall Julia Kührer medial in Erscheinung.
Mit Ende 2017 ging Geiger in Pension. 2019 wurde er nochmals von der Zeitung Österreich in Verbindung mit der Ibiza-Affäre gebracht. In diesem Fall wurde die Gratiszeitung zu einer Entschädigung noch nicht rechtskräftig verurteilt.
Im Herbst 2021 veröffentlichte Ernst Geiger den Kriminalroman Heimweg, in dem er die Ermittlungen an den Favoritner Mädchenmorden verarbeitete. Im zweiten Roman Goldraub behandelte Geiger den größten Kunstdiebstahl der österreichischen Kriminalgeschichte, den Raub der auf 50 Millionen Euro geschätzten  Saliera. In seinem dritten Krimi Mordsmann verarbeitete er den Fall Jack Unterweger.

## Veröffentlichungen
- Es gibt durchaus noch schöne Morde: Die spannendsten und skurrilsten Kriminalfälle der letzten 25 Jahre. Mitautor Paul Yvon. Wien 2005, Kremayr & Scheriau, ISBN 978-3-21800-759-7.
- Heimweg. Wien-Krimi, Wien 2021, edition a, ISBN 978-3-99001-540-7.
- Goldraub. Wien-Krimi, Wien 2022, edition a, ISBN 978-3-99001-592-6.
- Berggasse 41: Die Wiener Kripo in der Nazizeit. Sachbuch, Wien 2023, edition a, ISBN 978-3-99001-697-8.
- Mordsmann. Krimi, Wien 2023, edition a, ISBN 978-3-99001-718-0.